# 응징자 (2013년 영화)
《응징자》는 2013년에 개봉한 대한민국의 영화이다.

## 줄거리
고등학생 시절, 창식은 준석을 끊임없이 괴롭혔고, 심지어 준석의 여자친구를 준석 앞에서 강간하기까지 했다. 충격적인 사건 이후 여자친구는 다음 날 자살한다. 15년 후, 두 사람은 다시 마주치게 된다. 창식은 대기업에 다니며 결혼을 앞두고 있지만, 준석은 트라우마에서 벗어나지 못해 명문대 졸업생임에도 불구하고 변변한 직업을 구하지 못하고 파트타임 발렛 주차 요원으로 일하며 편의점을 전전한다. 과거의 고통을 잊지 못한 준석은 창식에게 복수하기 위해 치밀하게 계획을 세운다. 과거의 가해자에게 끔찍한 복수를 감행하려는 준석의 이야기가 이 영화의 줄거리이다.

## 캐스팅
- 양동근 : 강창식 역
- 주상욱 : 이준석 역
- 이태임 : 지희 역
- 장태성 : 두준 역
- 강대현 : 어린 강창식 역
- 김권 : 어린 이준석 역
- 반민정 : 미옥 역
- 나현주 : 현주 역
- 서준열 : 어린 두준 역
- 강복음 : 소은 역
- 김람호 : 흉터 역
- 최홍일 : 작은아버지 역
- 한철우 : 부장 역
- 손강국 : 담임 역
- 김지은 : 선미 역
- 한유미 : 혜진 역
- 김봄 : 윤경 역
- 최청자 : 할머니 역
- 서병덕 : 중년남 역
- 임소미 : 불륜녀 역
- 박팔영 : 지희 부 역
- 김민경 : 지희 모 역
- 서진원 : 면접관 1 역
- 유재상 : 면접관 2 역
- 이윤준 : 두준부하 1 역
- 김한종 : 두준부하 2 역
- 나주호 : 두준부하 3 역
- 하대로 : 두준부하 4 역
- 장은혜 : 교생 역
- 양영륜 : 글래머녀 역
- 김어진 : 남직원 1 역
- 이재혁 : 남직원 2 역
- 전윤희 : 여직원 1 역
- 류성현 : 창식동료 역
- 백혜연 : 간호사 역
- 김주후 : 형사 1 역
- 이명랑 : 다방녀 역
- 이세윤 : 아나운서 역
- 박재현 : 창식친구 1 역
- 박원호 : 창식친구 2 역
- 고은석 : 창식친구 3 역
- 한성혁 : 학생 1 역
- 현명준 : 학생 2 역
- 조우성 : 학생 3 역
- 황보미 : 소은친구역
- 정유림 : 룸녀 1 역
- 김민영 : 룸녀 2 역
- 하아름 : 룸녀 3 역
- 박규리 : 여고생 일진 1 역
- 양하늬 : 여고생 일진 2 역
- 서한솔 : 여고생 일진 3 역
- 박귀현 : 여고생 일진 4 역
- 신준호 : 주차요원 1 역
- 전국환 : 창식 부 역 (특별출연)
- 서동수 : 국사선생님 역 (특별출연)